# Liam Gallagher
William John Paul „Liam” Gallagher (Manchester; 1972. szeptember 21.) angol énekes, gitáros, dalszövegíró. Az Oasis zenekar énekese, frontembere és alkalmi gitárosa. A modern brit zene egyik legmeghatározóbb alakja, leginkább az Oasis frontembereként.

## Életpályája

### Fiatalkora
Liam Gallagher az angliai Manchesterben született egy ír házaspár, Thomas és Peggy Gallagher legfiatalabb gyermekeként. Liamet szavakkal, két bátyját, Noelt és Pault pedig gyakran fizikailag bántalmazta apjuk, így az édesanya elköltözött a gyerekekkel, amikor Liam tíz éves volt.
Noel és Liam már kis koruktól kezdve állandóan veszekedtek, a Gallagher fiúk igen problémás fiatalok voltak. Liamet 15 évesen kirúgták az iskolából verekedés miatt, illetve mert bicikliket lopott a helyi boltból. Noel azt mondta, hogy Liam már korai tinédzser éveiben érdeklődött a zene iránt, és később olyan együtteseket hallgatott, mint a The Stone Roses, The Who, The Kinks, The Jam, T. Rex és a The Beatles. Liamet nagyban befolyásolta John Lennon iránti rajongása.

## Magánélete
1997. április 7-én Liam elvette Patsy Kensit-it, azonban a házasságuk igen göröngyös volt. A média szerint Liam rablást követett el, aminek során egy motoros is kárt szenvedett. 1998 márciusában Lisa Moorish szült egy gyermeket Gallagher-nek (Mollyt), pár hónappal azután, hogy Liam és Patsy összeházasodtak. A párnak végül egy fia lett, Lennon Francis Gallagher, aki 1999 szeptemberében született. Egy évvel később Liam és Patsy elváltak.
Liam második gyermeke Nicole Appletontól született 2001. július 2-án, és a pár össze is házasodott 2008. február 14-én. 2013-ban azonban bejelentették, hogy folyamatban van a válás.

### Kapcsolata Noellel
Az első amerikai turné során, 1994-ben, Liam sértegetni kezdte testvérét, így Noel elhagyta a turnét. A második Oasis album (What's the Story) Morning Glory? felvétele közben a testvérpár sokat veszekedett és erőszakosak voltak egymással, például egyszer Liam mindenkit felhívott a helyi pub-ból a stúdióba, ahol Noel dolgozni próbált.
A testvérpár állandó harcai és veszekedései miatt gyakran kerültek veszélybe turnék és fellépések. 2000-ben a turné alatt Barcelonában az Oasis kénytelen volt törölni egy koncertet, mert a zenekar ivással töltötte az éjszakát. Az éjszaka folyamán Liam Noel akkori feleségét becsmérelte, utóbbi pedig ezt megelégelve úgy döntött, hogy kilép az Oasis tengeren túli turnéjából.
2009-ben, mielőtt a banda feloszlott volna, Noel Liamet a „durva”, „arrogáns”, „megfélelmlítő” és „lusta” jelzőkkel illette, illetve azt mondta, hogy Liam a legdühösebb ember, akivel valaha találkozott. Az utolsó csepp a pohárban az volt, mikor Párizsban egy fellépés előtt a testvérpár úgy összeveszett, hogy Noel gitárja is tönkrement.
Liam és Noel azóta sem lettek túl jóban, nem igazán alakult ki közöttük a megfelelő testvéri kapcsolat.

## Oasis-dalok, melyeket Liam Gallagher írt
| Dal                         | Album/Single                            |
| --------------------------- | --------------------------------------- |
| "Little James"              | Standing on the Shoulder of Giants      |
| "Songbird"                  | Heathen Chemistry                       |
| "Born on a Different Cloud" | Heathen Chemistry                       |
| "Better Man"                | Heathen Chemistry                       |
| "Love Like a Bomb"1         | Don't Believe the Truth                 |
| "The Meaning of Soul"       | Don't Believe the Truth                 |
| "Guess God Thinks I'm Abel" | Don't Believe the Truth                 |
| "Wont Let You Down"         | "Lyla" (B-Side)                         |
| "Pass Me Down the Wine"     | "The Importance of Being Idle" (B-Side) |
| "I'm Outta Time"            | Dig Out Your Soul                       |
| "Ain't Got Nothin'"         | Dig Out Your Soul                       |
| "Soldier On"                | Dig Out Your Soul                       |
| "Boy With the Blues"        | Dig Out Your Soul (Bonus Track)         |
| "I Believe In All"          | Dig Out Your Soul (Bonus Track)         |

## Külső hivatkozások
- Oasis Rock forum
- Oasis Portugal

1. ↑  http://news.bbc.co.uk/2/hi/entertainment/939810.stm
2. ↑  https://graziadaily.co.uk/life/in-the-news/molly-moorish-gallagher-interview/
3. ↑  https://nz.news.yahoo.com/lisa-moorish-dated-liam-gallagher-110111056.html
4. ↑  https://www.theguardian.com/music/2015/dec/18/liam-gallagher-nicole-appleton-divorce-case-legal-bill
5. ↑  https://www.hellomagazine.com/celebrities/2015032724276/liam-gallagher-settles-child-support-battle/